# ミハリス・シファキス
ミハリス・シファキス（Michalis Sifakis、1984年9月9日 - ）は、ギリシャの元サッカー選手。元ギリシャ代表。ポジションはゴールキーパー。

## 経歴
2005年、FIFAコンフェデレーションズカップに臨むギリシャ代表のメンバーに選ばれたが出場機会は無かった。2009年10月にギリシャ代表デビュー。2010 FIFAワールドカップ、UEFA EURO 2012のメンバーにも選ばれた。ギリシャ代表で通算15試合に出場した。

## 代表歴

### 出場大会
- ギリシャ代表
  - 2010 FIFAワールドカップ

### 試合数
- 国際Aマッチ 15試合 0得点（2009年-2012年）[1]

| ギリシャ代表 | 国際Aマッチ | 国際Aマッチ |
| 年           | 出場        | 得点        |
| ------------ | ----------- | ----------- |
| 2009         | 1           | 0           |
| 2010         | 6           | 0           |
| 2011         | 4           | 0           |
| 2012         | 4           | 0           |
| 通算         | 15          | 0           |